# Нельгівка (селище)
Нельгівка — село в Україні, Бердянському районі Запорізької області. Населення становить 179 осіб. Орган місцевого самоврядування - Зеленівська сільська рада.

## Географія
Селище Нельгівка знаходиться на відстані 2,5 км від села Нельгівка та за 3,5 км від села Гюнівка. Через селище проходить залізниця, станція Нельгівка.

## Історія
Селище засноване 1862 року.
Після ліквідації Приморського району 19 липня 2020 року селище увійшло до Бердянського району.